# Jansjön (Ådals-Lidens socken, Ångermanland)
Jansjön är en sjö i Sollefteå kommun i Ångermanland och ingår i Ångermanälvens huvudavrinningsområde. Sjön har en area på 0,781 kvadratkilometer och ligger 227,9 meter över havet. Sjön avvattnas av vattendraget Vigdan (Ottjärnån).

## Delavrinningsområde
Jansjön ingår i det delavrinningsområde (704606-156028) som SMHI kallar för Utloppet av Jansjön. Medelhöjden är 251 meter över havet och ytan är 6,17 kvadratkilometer. Räknas de 4 avrinningsområdena uppströms in blir den ackumulerade arean 52,34 kvadratkilometer. Vigdan (Ottjärnån) som avvattnar avrinningsområdet har biflödesordning 2, vilket innebär att vattnet flödar genom totalt 2 vattendrag innan det når havet efter 99 kilometer. Avrinningsområdet består mestadels av skog (76 procent). Avrinningsområdet har 0,78 kvadratkilometer vattenytor vilket ger det en sjöprocent på 12,6 procent.